# Genshō
Genshō (元正天皇?, Genshō Tennō; Asuka-kyō, 680 – Nara, 22 maggio 748) è stata la quarantaquattresima imperatrice del Giappone. Essa salí al trono dopo l'abdicazione della madre. Il regno di Genshō fu caratterizzato dall'attuazione del Codice Yōro, che rafforzò il controllo del governo centrale sul Giappone.

## Biografia
Il suo nome alla nascita fu principessa Hitaka. Fu la sorella maggiore di Monmu, dunque suo padre fu il principe Kusakabe, che fu il solo figlio della coppia imperiale Jitō e Tenmu, e sua madre fu l'imperatrice Genmei.
Poiché il principe Obito, che era figlio di Monmu, suo nipote, era ancora giovane per governare, nel 715 Genmei abdicò in suo favore. Quando Obito compì 18 anni, Genshō gli lasciò il trono.